# La Vengeance (film, 1958)
Pour les articles homonymes, voir La Vengeance.
Pour plus de détails, voir Fiche technique et Distribution.
La Vengeance  (titre original : La venganza) est un film hispano-italien de Juan Antonio Bardem réalisé en 1958.
Le film remporte le Prix FIPRESCI au Festival de Cannes 1958. Il est nommé à l'Oscar du meilleur film en langue étrangère.

## Synopsis
Après avoir passé dix ans en prison pour un crime qu'il n'a pas commis, Juan  retrouve la liberté. Décidé à tuer Luis "le tordu", qu'il croit coupable de ses malheurs, mais ayant besoin d'argent, il doit travailler dans le groupe de celui-ci..

## Fiche technique
- Titre : La Vengeance
- Titre original : La venganza
- Réalisation : Juan Antonio Bardem
- Scénario : Juan Antonio Bardem
- Producteurs : Cesáreo González et Manuel J. Goyanes
- Musique : Isidro B. Maiztegui
- Photographie : Mario Pacheco
- Genre : Drame rural
- Couleurs, son mono
- Pays : Espagne - Italie
- Durée : 122 min
- Date de sortie : 1958

## Distribution
- Carmen Sevilla : Andrea Díaz
- Raf Vallone : Luis, dit « El Torcido »
- Jorge Mistral : Juan Díaz
- José Prada : Santiago, dit « El Viejo »
- Manuel Alexandre : Pablo, dit « El Tinorio »
- Manuel Peiró : Maxi, dit « El Chico »
- Conchita Bautista : Cantante

## Distinctions
Le film a été présenté en sélection officielle en compétition au Festival de Cannes 1958 où il a reçu le Prix FIPRESCI.
Il a a également été nommé pour l'Oscar du meilleur film en langue étrangère à la 31e cérémonie des Oscars.